# Шевчук Юлія Миколаївна
Ю́лія Микола́ївна Шевчу́к (* 1993) — українська парамедикиня; учасниця російсько-української війни. Призерка Ігор Нескорених-2023.

## З життєпису
Народилась 1993 року. Здобула освіту фізичного терапевта і ерготерапевта.
Псевдо «Печенька» отримала на Майдані. Воює з 2015 року, парамедикиня добровольчого батальйону «Госпітальєри». 2016-го зазнала бойового поранення — пошкодила руку й лобову ділянку голови під час виїзду за пораненим.
2022 року бойова травма пошкодила обидві ноги та завдала черепно-мозкової травми. Тоді парамедики їхали забирати важкопоранених; машина ЗСУ перед ними наїхала на протитанкову міну. Вояки загинули, Юлія зазнала поранень. Станом на 2023 рік відновлювалася від поранень — рік відновлювала ноги після серйозної травми.
Досліджує терапевтичний ефект спорту й Ігор нескорених. Здобула дві срібні нагороди у класі IR5, посівши друге місце у витривалості (984 м) та спринті (278 м).

## Нагороди
- Відзнака Президента України «За гуманітарну участь в антитерористичній операції»[1]
- Відзнака Президента України «Золоте серце» (5 грудня 2023) — за вагомий особистий внесок у надання волонтерської допомоги та розвиток волонтерського руху, зокрема під час здійснення заходів із забезпечення оборони України, захисту безпеки населення та інтересів держави у зв'язку з військовою агресією Російської Федерації проти України та подолання її наслідків[2][3]